# David MacLennan
David W. MacLennan, är en amerikansk företagsledare som är president och vd för det globala konglomeratet Cargill, Inc. sedan 2013.
Han avlade en kandidatexamen i engelska vid Amherst College och en master of business administration vid University of Chicago.
1991 började MacLennan på Cargill och hade olika chefspositioner inom koncernens olika finansbolag. Under 2002 blev han utnämnd till president för petroleumbolaget Cargill Petroleum. Under samma år fick han även positionerna som vicepresident och chef för Genève-baserade Cargill International S.A. Han valde under 2004 att hoppa av jobbet för Cargill Petroluem för att koncentrera fullt ut som jobbet på Cargill International S.A. Ett år senare blev han placerad hos koncernens avdelning för djurprotein och hade olika chefspositioner mellan 2005 och 2008. Den 27 maj 2008 meddelade Cargill att man hade befordrat MacLennan till koncernens nya CFO efter att den dåvarande CFO Bill Veazey hade avlidit tidigare under maj. Den 8 juni 2011 offentliggjordes det att koncernen hade befordrat MacLennan till att efterträda den dåvarande presidenten Gregory R. Page och att även bli COO. Den 2 november 2012 blev det känt att Cargill:s CFO Sergio Rial hade sagt upp sig på grund av personliga skäl och MacLennan fick rycka in som tillförordnad CFO, tills koncernstyrelsen hade utsett en ersättare till Rial. Den 1 april 2013 meddelade Cargill att man hade utsett Marcel Smits som efterträdaren och MacLennan återgick till att satsa fullt på sina poster som president och COO för företaget den 15 april. Den 11 september samma år meddelade koncernen att den dåvarande vd:n Gregory R. Page skulle lämna sin position som vd och koncernstyrelsen hade utsett igen MacLennan till efterträdaren.